# 管其慧
管其慧（英語：Jessica C. Kuan，1993年3月19日－），台灣女藝人、模特兒，暱稱「管管」。

## 演藝生涯
管其慧出生於美國馬里蘭州，曾為凱渥旗下模特兒。於2009年返台度假時參加第三屆凱渥夢幻之星選拔大賽，以最年輕16歲年紀奪得當屆冠軍，之後成為凱渥旗下模特兒。在2012年參與日本時尚雜誌《GLAMOROUS》創刊7周年專屬模特兒國際徵選，更從初賽一路過關斬將，從一萬一千多人中脫穎而出獲得第二名；於2016年底結束與凱渥的合約，現為行動直播平台《17直播》的高人氣直播主。

## 主持作品

### 網路節目
- 《欣傳媒‧XinMedia - 單機小妞拍拍走》
  - (第二季) 台灣好行 - 北港祈福線!  (管其慧、吳娟儀)

### 網路專欄與其他
- Yahoo!奇摩 2014年3月號【Yahoo!時尚進行式網路月刊】邂逅圓山 清新微旅 / 時尚美妝嚴選
- [KODZ．Powered by 東京著衣 X 凱渥] 網路服飾品牌專屬Model群 [2]

## 演出作品

### MV
| 年份   | 歌手   | 專輯     | 歌曲            |
| ------ | ------ | -------- | --------------- |
| 2013年 | 王力宏 | 十二生肖 | 十二生肖 (單曲) |

## 廣告作品
- Mos-莎莎辣味雞腿堡
- 77乳加巧克力-有餡's
- 7-Select 零著感發熱衣
- 台灣大哥大 行動客服app
- 麥當勞早安捲電視廣告 (2013)
- HTC Butterfly 台灣限定玫瑰粉版廣告 (2013)
- 開喜嚴選 阿薩姆奶茶焦糖風味 (2014)
- Go Get It ! HTC RE 大開眼界 20s 預告篇 (2015)
- Eye自拍 愛分享 - Go Get It , HTC RE 讓你大開眼界! 30s 正式版 (2015)
- 歐姆龍 食安篇 10秒 播帶版 (2015)
- Sharp Aqous 4K Next 液晶電視廣告 (2016)

## 外部連結
- 管其慧個人Instagram （页面存档备份，存于）
- 管其慧 17直播主頁帳號 （页面存档备份，存于）